# سم ووکز
ساموئل مایکل ووکز (انگلیسی: Samuel Michael Vokes؛ زادهٔ ۲۱ اکتبر ۱۹۸۹) بازیکن فوتبال اهل ولز است.

## باشگاهی
از باشگاه‌هایی که در آن بازی کرده‌است می‌توان به ای‌اف‌سی بورنموث، و ولورهمپتون واندررز، لیدز یونایتد، بریستول سیتی، شفیلد یونایتد، نوریچ سیتی، برنلی، برایتون اند هوو آلبیون و استوک سیتی اشاره کرد.

## تیم ملی
وی سابقه عضویت در تیم ملی فوتبال ولز را دارد.